# Association Littéraire et Artistique Internationale
Association Littéraire et Artistique Internationale (ALAI) byla založena v roce 1878 v Paříži. Čestným prezidentem a zakladatelem tohoto sdružení byl Victor Hugo. Skupina si dala za cíl vytvořit mezinárodní úmluvu na ochranu autorských práv spisovatelů a umělců, čehož bylo dosaženo o osm let později Bernskou úmluvou z 9. září 1886. Existuje dodnes a je považována za jednu z předních mezinárodních organizací, která nadále navrhuje reformu autorského práva v souvislosti s hnutím za mezinárodní autorské právo.